# Kim Soo-ro
Dans ce nom, le nom de famille, Kim, précède le nom personnel coréen.
Kim Soo-ro (né Kim Sang-joong le 7 mai 1970) est un acteur sud-coréen.

## Carrière
Kim Soo-ro a étudié le théâtre à l'Institut des arts de Séoul et à l'Université Dongguk avant de rejoindre la Mokwha Repertory Company. En 1993, ils fait ses débuts au cinéma avec un petit rôle dans Two Cops, et est devenu connu pour voler la vedette dans ses rôles secondaires, surtout dans des comédies telles que Foul King, Hi! Dharma!, Fun Movie et S Diary.
Avec Vampire Cop Ricky en 2006, Kim commence à incarner des rôles principaux, par exemple dans les films A Bold Family, Our School's E.T.,, Death Bell 2: Bloody Camp, The Quiz Show Scandal, Romantic Heaven et Ghost Sweepers. Il est aussi apparu dans les séries télévisées Master of Study et A Gentleman's Dignity.
En 2009, ce fut The Lower Depths, une pièce de Maxime Gorki considérée comme l'une des œuvres les plus importantes du réalisme socialiste russe qui a fait remonter Kim sur les planches du théâtre. Kim fait sa première tentative dans la production de pièces avec Lee Gi-dong Gymnasium en 2010 (dans laquelle il a joué), et son succès commercial l'a conduit à établir le Kim Su-ro Project en 2011, dont le but est de produire des pièces originales écrites par des dramaturges locaux. Sa première production, Audacious Romance avec Lee Hyun-jin, fut une production à succès, tout comme Love Generation et les comédies musicales Coffee Prince, Black Mary Poppins et Agatha. Kim a joué dans une remise en scène de The Lower Depths en 2014, qui fut la neuvième production de sa fondation.

## Filmographie

### Films
- 1993 : Two Cops : Jeune cadet
- 1998 : Two Cops 3
- 1999 : Shiri : Ahn Hyeon-cheol
- 1999 : Attack the Gas Station! : Livreur
- 2000 : Foul King : Yoo Bi-ho
- 2000 : Why Do I Want to Be a Boxing Referee?
- 2000 : Bichunmoo : Ashin
- 2000 : Libera Me
- 2001 : Last Present : Yoo-sik
- 2001 : Kick the Moon
- 2001 : Hi! Dharma! : Wang Ku-ra
- 2001 : The Last Witness
- 2001 : Volcano High : Jang Ryang
- 2002 : Fun Movie
- 2003 : Madeleine : Mah-ho
- 2004 : Taegukgi : Membre de l'Anti-Communist Federation
- 2004 : Dance with the Wind : Man-su
- 2004 : Windstruck : Preneur d'otage
- 2004 : S Diary : Jeong-seok
- 2005 : A Bold Family : Myung-gyu
- 2005 : All for Love : Park Sung-won
- 2005 : Shadowless Sword
- 2006 : Vampire Cop Ricky : Na Do-yeol
- 2006 : Detective Mr. Gong : Caméo
- 2006 : A Cruel Attendance : Dong-cheol
- 2007 : Big Bang : Yang Chul-gon
- 2008 : Life Is Cool : Baek Il-kwon
- 2008 : Our School's E.T. : Chun Sung-geun
- 2009 : Five Senses of Eros : Bong Jan-woon
- 2009 : The Descendants of Hong Gil-dong : Lee Jeong-min
- 2009 : Take Off : Loan Shark Boss
- 2010 : Attack the Gas Station 2 : Ha Re-yi
- 2010 : Death Bell 2: Bloody Camp : Professeur Cha
- 2010 : The Quiz Show Scandal : Lee Do-yeob
- 2011 : Romantic Heaven : Song Min-gyu
- 2011 : Mr. Idol : Sa Hee-moon
- 2011 : My Way : Microphone Man
- 2012 : I Am the King : Warrior Hwang-goo
- 2012 : Ghost Sweepers : Professeur Park
- 2013 : Top Star : Choi Kang-chul
- 2014 : Awaiting

### Séries télévisées
- 2007 : Thank You : Frère du Dr. Oh
- 2008 : Fight :
- 2010 : Master of Study : Kang Seok-ho
- 2012 : A Gentleman's Dignity : Im Tae-san
- 2013 : Mon amour venu des étoiles : Lee Hyung-wook
- 2015 : Reply 1988 : Propriétaire d'un snack
- 2016 : Come Back Mister : Han Gi-tak
- 2018 : The Miracle We Met : Prêtre d'une cathédrale

### Émissions
| Date                              | Titre                        | Chaîne   | Notes                             |
| --------------------------------- | ---------------------------- | -------- | --------------------------------- |
| 15 juillet 2008 — 14 février 2010 | Family Outing                | SBS      | Membre du casting                 |
| 30 mai — 20 juin 2010             | Hero's Challenge             | SBS Plus | Présentateur                      |
| 19 août — 16 septembre 2010       | Celebrities Goes to School   | Mnet     | Professeur des MBLAQ              |
| 12 février — 26 février 2011      | Talent Sharing Project DREAM | tvN      |                                   |
| 19 août — 25 novembre 2012        | God of Victory               | MBC      | Présentateur                      |
| Depuis le 28 septembre 2012       | My Queen                     | Story On | Co-présentateur avec Kim Min-jong |
| 14 avril 2013 — 18 janvier 2015   | Real Men                     | MBC      | Membre du casting                 |
| 24 septembre 2013                 | Dancing 9                    | Mnet     | Juré                              |
| Depuis le 5 juin 2017             | Wizard of Nowhere            | MBC      | Membre du casting                 |

## Théâtre
| Année     | Titre                         | Rôle              | Notes                   |
| --------- | ----------------------------- | ----------------- | ----------------------- |
| 1994      | Baekma River in the Moonlight |                   |                         |
| 1995      | Romeo and Juliet              |                   |                         |
| 2009      | The Lower Depths              | Vaska Pepel       |                         |
| 2010-2011 | Lee Gi-dong Gymnasium         | Also the producer | Est aussi le producteur |
| 2013      | Europe Blog                   | Jong-il           |                         |
| 2014      | The Lower Depths              | The Actor         | Est aussi le producteur |
| 2015      | Taxi Driver                   |                   |                         |

## Récompenses et nominations
| Année | Cérémonie                   | Catégorie                                      | Travail nommé         | Résultat   |
| ----- | --------------------------- | ---------------------------------------------- | --------------------- | ---------- |
| 2001  | 22e Blue Dragon Film Awards | Meilleur second rôle                           | Hi! Dharma!           | Nomination |
| 2002  | 23e Blue Dragon Film Awards | Meilleur second rôle                           | Volcano High          | Nomination |
| 2004  | 41e Grand Bell Awards       | Meilleur second rôle                           | Dance with the Wind   | Nomination |
| 2008  | SBS Entertainment Awards    | Prix PD                                        | Family Outing         | Lauréat    |
| 2010  | 46e Baeksang Arts Awards    | Meilleur acteur (TV)                           | Master of Study       | Nomination |
| 2010  | 3e Korea Drama Awards       | Meilleur acteur                                | Master of Study       | Nomination |
| 2010  | KBS Drama Awards            | Prix d'Excellence, Acteur dans une minisérie   | Master of Study       | Lauréat    |
| 2012  | SBS Drama Awards            | Prix d'Excellence, Acteur dans un drama sériel | A Gentleman's Dignity | Lauréat    |
| 2012  | MBC Entertainment Awards    | Prix d'Excellence dans une émission            | God of Victory        | Nomination |
| 2013  | MBC Entertainment Awards    | Prix de Top Excellence                         | Real Men              | Lauréat    |
| 2013  | MBC Entertainment Awards    | Prix d'Excellence dans une émission            | Real Men              | Nomination |
| 2014  | MBC Entertainment Awards    | Grand Prix (Daesang)                           | Real Men              | Nomination |
| 2014  | MBC Entertainment Awards    | Prix de Top Excellence dans une émission       | Real Men              | Nomination |
| 2014  | MBC Entertainment Awards    | Prix d'Amitié                                  | Real Men              | Lauréat    |